# Donavska armada
Donavska armada (izvirno francosko Armée du Danube) je bila armada Francoskega direktorija, ki je delovala leta 1799 v zgornji donavski dolini. 
Ustanovljena je bila 2. marca 1799 s preimenovanjem Opazovalne armade, ki je imela nalogo opazovati avstrijske premike na meji med Francosko prvo republiko in Svetim rimskim cesarstvom.
Ustanovitev armade je bila del dolgoročne strategije oslabitve habsburškega vpliva v Svetem rimskem cesarstvu in istočasno okrepiti francosko prisotnost v Srednji Evropi po vojni prve koalicije. Kljub sporazumu v Formiu leta 1797 sta Avstrija in Francija bili sumljivi do potez sosede. Potem ko je prečkala Ren, je imela Donavska armada nalogo zavarovati strateške položaje v jugozahodni Nemčiji (današnji Baden-Württemberg) in se spopasti z vojsko nadvojvode Karla. Istočasno pa je Helvetska armada (pod poveljstvom Andreja Massene) imela nalogo zavarovati strateške položaje (prelaz Gotthard, švicarska planota, porečje zgornjega Rena,...).
V bitkah za Ostrach in za Stockach se je umaknila, potem ko je doživela hude izgube. Po reorganizaciji, ko so bili elementi armade združeni s helvetsko armado, se je umaknila po spopadu z vojsko nadvojvode Karla v prvi bitki za Zürich. Šele v drugi bitki za Zürich je zabeležila francosko zmago. Decembra 1799 se je združila v Rensko armado.

## Organizacija
- Štab,
- Predhodna garda (9.000 vojakov),
- 1. divizija (8.000 vojakov),
- 2. divizija (7.000 vojakov),
- 3. divizija (7.000 vojakov) in
- rezerva (3.000 vojakov).

## Pripadniki

### Poveljniki armade
| Slika                 | Ime                   | Mandat                           | Bitke/kampanje                             |
| --------------------- | --------------------- | -------------------------------- | ------------------------------------------ |
| Jean-Baptiste Jourdan | Jean-Baptiste Jourdan | 7. marec - 8. april 1799         | Bitka za Ostrach Bitka za Stockach         |
|                       | Jean Augustin Ernouf  | 8. april – 29. april 1799        | začasni poveljnik                          |
| Andre Massena         | Andre Massena         | 29. april – 29. november 1799    | Prva bitka za Zürich Druga bitka za Zürich |
| Louis Marie Turreau   | Louis Marie Turreau   | 30. november – 11. december 1799 | začasni poveljnik                          |